# Paul Gerber (Musiker)
Paul Gerber  (* 8. April 1889 in Saint-Imier; † 1. Juli 1941 in Bern) war ein Schweizer Jodler und Volkssänger.

## Leben und Wirken
Paul Gerber besuchte in seinem Geburtsort St. Imier im Schweizer Kanton Bern die Volksschule, erlernte den Beruf des Elektroinstallateurs und war später Wachtmeister bei der Zürcher Stadtpolizei. Zusammen mit seiner Frau bildete er ein gefeiertes Jodelduett, das «mit naiver Anmut» die «Urwüchsigkeit» dieser alpenländischen Volkskunst zu vermitteln verstand und bereits ab 1909 auch auf Grammophonplatten zu hören war.
Er nahm, solistisch und mit seiner Frau im Duett, für Grammophone/Zonophone, später auch für Odeon, Homocord, Artiphon und Vox auf, in der Schweiz für die «Phonoplattenwerke Zürich» (Fabrique de Disques Phonographiques). Zur Begleitung wurden sowohl Klavier und Zither als auch ganze Orchester eingesetzt.
Über die General Phonograph Co. New York des deutsch-amerikanischen Plattenmanagers Otto Heinemann (1877–1965) war Gerbers Kunst auf dessen «OkeH»-Odeon-Label auch in den USA zugänglich. Deren Etiketten enthielten den Hinweis recorded in Europe bzw. recorded in Germany oder recorded in Switzerland und waren, wie zur Bekräftigung ihrer Authentizität, bisweilen in Frakturschrift ausgeführt.
Gerber sang bekannte schweizerische Volksweisen wie Mi Vater isch en Appezeller und Vo Luzern uf Wäggis zue und traditionelle Jodler wie den Durlhofer, den Rigi Jodel oder den Unterwaldner Jodel. Sein wohl bekanntestes Stück war das Kukucklied, das er im Laufe seiner Karriere mehrere Male, akustisch mit Trichter und elektrisch mit Mikrophon, aufnahm. Es wurde durch ihn weltbekannt.
In seiner Schallplatten-Besprechung in der Kulturzeitschrift Der Querschnitt merkte Kritiker Hans Reimann an: «Paul Gerber und Partnerin. Vox Nr. 4223 – Warum jodelt man nur auf der Alm? Dies Kehlkopftraining sollte obligatorisches Fach im neuen Schullehrplan werden …»
Paul Gerber starb mit 61 Jahren in Bern.

## Tondokumente (Auswahl)
Gramophone, Zonophone, Polyphon
- Kukuklied mit Jodler. Gesungen von Paul Gerber, Zürich. German. yodle-song.
- Jodlerpartien. Gesang Paul und Marieli Gerber.
- Früh wenn die Sonn’ aufgeht. Volkslied. Paul Gerber und Frau. Schweiz. Jodlerduett.
- Steirischer Jodler / Hans und Liesel. Paul Gerber.
- Jodlerduett. Paul Gerber und Frau. Schweiz.
- Vo Luzern uf Wäggis zue. Volkslied. Gesungen von Paul Gerber, Zürich. German. Yodle song.

Odeon
- Mi Vater isch en Appezeller. Paul Gerber, Zürich, Schweizer Preisjodler.
- Schweizer Jodellied. Paul Gerber, Schweizer Preisjodler, Zürich, mit Klavierbegleitung. Aufgen. April 1923.
- Bi us im Bärnerland (Krenger und Schmalz). Paul Gerber und Frau. Preisjodler mit Orchester.
- Kuckuckslied (Hans Hasler) /  Hirtenlied. Paul Gerber und Frau.
- Unterwaldner – Jodler. Paul Gerber, Zürich, mit Zitherbegleitung. Swiss Yodel with Zither accompaniment. Recorded in Germany.

Homocord
- Der Gaisbueb. Schweizer Jodellied. Paul Gerber, Preisjodler, Zürich, mit Zitherbegleitung.

Vox
- Brienzerburli. Paul Gerber, Zürich, Jodel-Solo.
- Mi Vater isch en Appenzeller. Volksweise.
- D’r rote Schwyzer. Volksweise. Paul Gerber, Jodler mit Klavierbegleitung.

Artiphon
- Das Kuckuckslied. Gesungen von Marie und Paul Gerber, Zürich.
- Bi us im Bärnerland / ’s Berner Oberland Lied (Hans Hasler), Betty und Paul Gerber.

Phonoplattenwerke Zürich / Fabrique de Disques Phonographiques
„Gesungen von Paul Gerber und Frau, Zürich“.
- Ach wie churz sin üsi Tage.
- Zwöi Schümli.
- Kukuklied.
- Emmenthalerlied.